# تشغا وقفي (بيش كوه زلاغي)
تشغا وقفي (بالفارسية: چقاوقفی) هي قرية تقع في إيران في قسم بیش کوه زلاغي الریفي. يقدر عدد سكانها بـ 47 نسمة بحسب إحصاء 2016.